# Michael Blackburn
Michael Blackburn, född den 25 juli 1970 i Australien, är en australisk seglare.
Han tog OS-brons i laser i samband med de olympiska seglingstävlingarna 2000 i Sydney.